# Østersømusling
Østersømuslingen (Macoma balthica) er en 2-3 centimeter stor tallerkenmusling, der især er udbredt på lavt vand langs kysterne af Vesteuropa, Nordamerika og Japan i Nordatlanten samt i det nordlige Stillehav. Farven er hvid, gul eller rødlig. I Danmark er den almindelig langs kysterne på blød bund, hvor bølgeslaget ikke er for kraftigt som langs den jyske vestkyst. Østersømuslingen er den marine musling, der når længst ind i Østersøen, til den Finske og Botniske Bugt. Her findes den også på dybt vand.

## Levevis
Østersømuslingen lever nedgravet i bunden og har to lange, adskilte ånderør, der henholdsvis sørger for indstrømmende frisk åndevand og udstrømmende brugt vand. Indstrømningsrøret kan bevæge sig som en støvsugerslange hen over bunden. Gennem dette rør finder muslingen også sin føde, der består af levende eller dødt organisk materiale, der suges ind. I modsætning til de fleste andre nedgravede muslinger, der har bagenden opad, ligger østersømuslingen på siden.
- Østersømusling.